# Peroryctes
Peroryctes là một chi động vật có vú trong họ Peramelidae, bộ Peramelemorphia. Chi này được Thomas miêu tả năm 1906. Loài điển hình của chi này là Perameles raffrayana Milne-Edwards, 1878.

## Các loài
Chi này gồm các loài:
- Peroryctes broadbenti
- Peroryctes raffrayana